# Vesna Jovic
Vesna Jovic, född 23 februari 1961 i Belgrad i Serbien, är en svensk socionom. Hon är kommundirektör i Järfälla kommun och var tidigare VD för Sveriges Kommuner och Landsting. 
Jovic flyttade med sina föräldrar från Belgrad till Arboga när hon var sex år gammal. Hon utbildade sig till socionom på Högskolan i Örebro. 1988 tog hon anställning på Huddinge kommun. Hon blev kvar inom kommunen i 28 år, varav de sista åtta åren som kommundirektör. Under våren 2017 tillträdde Jovic som VD för Sveriges Kommuner och Landsting. Hon lämnade posten i oktober 2019. Hon var därefter socialpolistisk chef på Akademikerförbundet SSR och utsågs som en av ledamöterna i Coronakommissionen, som fick till uppgift att granska myndigheternas och regeringens arbete under covid-19-pandemin.
I mars 2021 tillträdde hon tjänsten som kommundirektör i Järfälla kommun.

## Utmärkelser
Vesna Jovic utsågs 2021 till riddare av Hederslegionen. Hon fick utmärkelsen för sitt engagemang för svensk socialpolitik samt för sitt samarbete med franska ambassaden under tiden vid Sveriges Kommuner och Landsting.